# Гобийская ящурка
Гоби́йская я́щурка, или ящурка Пржевальского (лат. Eremias przewalskii), — вид ящериц из рода ящурок.

## Внешний вид
Средняя ящерица, длина тела достигает 10 см. Лобный щиток со слабовыраженной бороздкой или без неё. Подглазничный щиток не касается края рта. Спинная чешуя гладкая. Хвостовая чешуя ребристая или гладкая. Бедренных пор 11—17, промежуток между рядами пор широкий. Верх буроватый или желтовато-серый, с многочисленными сливающимися одна с другой полосами неправильной формы, бурого или чёрного цвета. Полосы образуют сложный сетчатый узор, покрывающий спину. Низ матово-белый или желтоватый.

## Образ жизни
Редкая ящерица. Обитает в песках, поросших караганой. Среди её корней роет норки длиной 30—40 см. Поселяется к норах даурской пищухи и мохноногого тушканчика. Яйцеживородящая.

## Распространение
Пустыня Аланшань.
Гобийская ящурка распространена в северном Китае (Внутренняя Монголия и СУАР), в Монголии (на западе и юге страны). В России встречается в Туве, где в пойме реки Нарийн-Гол обитает подвид тувинская ящурка (Eremias przewalskii tuvensis), включённый в Красную книгу России.

## Подвиды
Делится на 2 подвида:
- Eremias przewalskii przewalskii Strauch, 1876
- Eremias przewalskii tuvensis Szczerbak, 1970